# 烏特基內 (多夫然斯克區)
48°2′20″N 39°35′33″E / 48.03889°N 39.59250°E
烏特基内（烏克蘭語：Уткине）是位於烏克蘭東部的村莊，由盧甘斯克州多夫然斯克區的多夫然斯克市鎮負責管轄。該村始建於1955年，面積18平方公里，海拔高度268米，2001年人口97，人口密度每平方公里5.4人。